# Агора (фільм)
«Агора» — іспанська історична драма 2009 року. Режисер фільму Алехандро Аменабар, автори сценарію Алехандро Аменабар і Матео Ґіл, в головних ролях Рейчел Вайс і Макс Мінґела. Фільм співпрофінансовано іспанською компанією Sogecable і презентовано під час конкурсного показу Каннського кінофестивалю 2009 року. Реліз у Іспанії відбувся 9 жовтня 2009 року.

## Інтрига
У фільмі розповідається історія Гіпатії, жінки філософа з римського Єгипту, роль якої зіграла Рейчел Вайс. Через поетичну вільність, біографічний фільм має романтичну складову: кохання раба Гіпатії до неї.
Сюжет обертається довкола філософа-астронома Гіпатії з Александрії (Вайс) і декількох чоловіків, її знайомих, наприклад раба Давуса (Мінгелла), який розривається між почуттям любові до своєї господині та можливістю здобуття волі через прийняття християнства, вплив яких щораз зростає.
- Рейчел Вайс — Гіпатія з Александрії
- Макс Мінгелла — Давус, раб Гіпатії
- Оскар Айзек — намісник Орест
- Семмі Семір — єпископ і святий Кирило з Александрії
- Мануель Каучі — єпископ Теофіл з Александрії, дядько Кирила
- Ашраф Баргом — Амоній, параболан-чорноризник
- Майкл Лонсдейл — Теон з Александрії, батько Гіпатії і управляючий Александрійським мусейоном
- Руперт Еванс — єпископ Сінезій з Кірени
- Гамаюн Ешраді — Аспазіус, літній раб

## Нагороди
- 2009 — 7 премій «Гойя»: найкращий оригінальний сценарій (Алехандро Аменабар, Матео Хіль), керівництво виробництвом (Хосе Луїс Есколар), операторська робота (Хаві Хіменес), робота художника (Гай Діас), костюми (Габріелла Пескуччі), грим та зачіски (Ян Сьюелл, Сюзанна Стокс-Мантон), спецефекти (Кріс Рейнольдс, Фелікс Берже)
- 2009 — 6 номінацій на премію «Гойя»: найкращий фільм, режисер (Алехандро Аменабар), оригінальна музика (Даріо Маріанеллі), жіноча роль (Рейчел Вайс), монтаж (Начо Руїс Капільяс), звук (Пітер Глоссоп, Гленн Фрімантл)

## Реакція
Релігійний антидифамаційний обсерватор висловився негативно стосовно стрічки, яка «викликає ненависть до християн і підсилює хибні стереотипи стосовно Католицької Церкви».
Видання Кембриджського університету The Cambridge History of Science описало цей фільм як «показово анахронічний», особливо критикуючи зображену в фільмі фікцію відкриття Гіпатією закону вільного падіння та геліоцентричних орбіт планет Сонячної системи.
Антоніо Мампасо, іспанський астрофізик та один із наукових радників фільму Агора, сумнівається, що Іпатія винайшла ареометр, інструмент, яким користуються й донині, та що її батько Теон Александрійський, разом з Іпатією, міг винайти астролябію. Обидва інструменти було винайдено століттями раніше, тож за життя Гіпатії греки їх уже вживали. Відсутні також докази, що історична Гіпатія коли-небудь вивчала геліоцентричну модель, запропоновану Аристархом Самоським чи що вона коли-небудь знайшла якийсь доказ на підтвердження цієї гіпотези.
Фільм вводить в оману стосовно долі Александрійської бібліотеки та життя Гіпатії. Будь-які документи, що засвідчували б існування історичної Александрійської бібліотеки після народження Гіпатії, відсутні. Фільм також наголошує, що Гіпатія була атеїсткою, що безпосередньо суперечить історичному факту: вона була послідовницею неоплатонізму, вчення Плотіна, який вірив, що мета філософії — це «містичне єднання з божественним.»
Роберт Баррон, американський римо-католицький священник, пише у своїй статті: «Гіпатія й справді була філософом і її справді замордував натовп у 415 р., але майже все інше з того, що розповідають Ґіббон, Саган і Аманабар, є неправдою». Ірен A. Артемі, доктор богослов'я з Афінського університету, стверджує, що «цей фільм — хоча й начебто не виступаючи проти християнства — насправді зображує християн фундаменталістами, обскурантистами, неуками і фанатиками». Схожі й зауваги атеїстичного блогера Тіма О'Ніла: «Знову й знову до історії додано елементи, відсутні в джерелах: руйнування бібліотеки, каменування євреїв у театрі, засудження Кирилом вчення Гіпатії за те, що вона жінка, геліоцентричний „прорив“ та гіпотетична арелігійність Гіпатії.» Едвард Дж. Воттс, визнаючи емоційну силу фільму, критикує викривлення історії в ньому, як-от підміну філософських ідей науковими винаходами і відкриттями на догоду сучасній авдиторії, вигадані погрози Гіпатії через її стать та візуальне змішування монахів із екстремістами талібану, що знецінює саме життя Гіпатії та хибно характеризує пізніші століття.